# Filmfare Awards (1985)
32-я церемония награждения Filmfare Awards прошла в городе Бомбей 7 октября 1985 года. На ней были отмечены лучшие киноработы на хинди, вышедшие в прокат до конца 1984 года.

## Список лауреатов и номинантов
Лауреаты премии в игровых и музыкальных категориях выделены полужирным шрифтом на золотом фоне, а также, по возможности, представлены фотографиями.

### Основные премии
| Категории                         | Фото лауреатов      | Лауреаты и номинанты                                                                                 | Фильмы                                                | Роли                                                  |
| --------------------------------- | ------------------- | --- | ----------------------------------------------------- | ----------------------------------------------------- |
| Лучший фильм                      | Лучший фильм        | • «Aaj Ki Awaaz» (реж. Рави Чопра, прод. Б. Р. Чопра)                                                | • «Aaj Ki Awaaz» (реж. Рави Чопра, прод. Б. Р. Чопра) | • «Aaj Ki Awaaz» (реж. Рави Чопра, прод. Б. Р. Чопра) |
| Лучший фильм                      | Лучший фильм        | • «Jaane Bhi Do Yaaro» (реж. Кундан Шах, прод. комп. National Film Development Corporation of India) |                                                       |                                                       |
| Лучший фильм                      | Лучший фильм        | • «Суть» (реж. Махеш Бхатт, прод. Тарачанд Барджатья)                                                |                                                       |                                                       |
| Лучший фильм                      | Лучший фильм        | • «Пьяница» (реж. Пракаш Мехра, прод. Сатьендра Пал)                                                 |                                                       |                                                       |
| Лучший фильм                      | Лучший фильм        | • «Прикосновение» (реж. Сай Паранджпе, прод. Басу Бхаттачарья)                                       |                                                       |                                                       |
| Лучшая режиссёрская работа        |                     | • Кундан Шах                                                                                         | «Jaane Bhi Do Yaaro»                                  | «Jaane Bhi Do Yaaro»                                  |
| Лучшая режиссёрская работа        | • Махеш Бхатт       | «Суть»                                                                                               | «Суть»                                                |                                                       |
| Лучшая режиссёрская работа        | • Пракаш Мехра      | «Пьяница»                                                                                            | «Пьяница»                                             |                                                       |
| Лучшая режиссёрская работа        | • Рави Чопра        | «Aaj Ki Awaaz»                                                                                       | «Aaj Ki Awaaz»                                        |                                                       |
| Лучшая режиссёрская работа        | • Сай Паранджпе     | «Прикосновение»                                                                                      | «Прикосновение»                                       |                                                       |
| Лучшая мужская роль               |                     | • Амитабх Баччан                                                                                     | «Пьяница»                                             | Викки Капур                                           |
| Лучшая мужская роль               | • Анупам Кхер       | «Суть»                                                                                               | Б. В. Прадхан                                         |                                                       |
| Лучшая мужская роль               | • Дилип Кумар       | «Факел»                                                                                              | Винод Кумар                                           |                                                       |
| Лучшая мужская роль               | • Насируддин Шах    | «Прикосновение»                                                                                      | Анирудх Пармар                                        |                                                       |
| Лучшая мужская роль               | • Радж Баббар       | «Aaj Ki Awaaz»                                                                                       | профессор Прабхат Кумар Варма                         |                                                       |
| Лучшая женская роль               |                     | • Джая Прада                                                                                         | «Пьяница»                                             | Мина                                                  |
| Лучшая женская роль               | • Рохини Хаттангади | «Суть»                                                                                               | Парвати Прадхан                                       |                                                       |
| Лучшая женская роль               | • Шабана Азми       | «Прикосновение»                                                                                      | Кавита                                                |                                                       |
| Лучшая женская роль               | • Шабана Азми       | «Бхавна»                                                                                             | Бхавна Сакшена                                        |                                                       |
| Лучшая женская роль               | • Смита Патиль      | «Aaj Ki Awaaz»                                                                                       | прокурор Раджни В. Дешмукх                            |                                                       |
| Лучшая мужская роль второго плана |                     | • Анил Капур                                                                                         | «Факел»                                               | Раджа                                                 |
| Лучшая мужская роль второго плана | • Дэнни Дензонгпа   | «Kanoon Kya Karega»                                                                                  | Рагхувир Сингх                                        |                                                       |
| Лучшая мужская роль второго плана | • Никхил Бхагат     | «Гол забит»                                                                                          | Рагху                                                 |                                                       |
| Лучшая мужская роль второго плана | • Шафи Инамдар      | «Aaj Ki Awaaz»                                                                                       | инспектор Шафи                                        |                                                       |
| Лучшая мужская роль второго плана | • Суреш Оберой      | «Ghar Ek Mandir»                                                                                     | Рахим                                                 |                                                       |
| Лучшая женская роль второго плана |                     | • Аруна Ирани                                                                                        | «Pet Pap Aur Pyar»                                    | Джанаки                                               |
| Лучшая женская роль второго плана | • Рехана Султан     | «Жертва обмана»                                                                                      | Кальяни Шарма                                         |                                                       |
| Лучшая женская роль второго плана | • Рохини Хаттангади | «Бхавна»                                                                                             | Шобха                                                 |                                                       |
| Лучшая женская роль второго плана | • Шармила Тагор     | «Санни»                                                                                              | Ситара                                                |                                                       |
| Лучшая женская роль второго плана | • Сони Раздан       | «Суть»                                                                                               | Суджата Суман                                         |                                                       |
| Лучшее исполнение комической роли |                     | • Дада Кондке                                                                                        | «Tere Mere Beech Mein»                                | Гангарам                                              |
| Лучшее исполнение комической роли | • Рави Басвани      | «Ab Ayega Mazaa»                                                                                     | Суреш «Сайди»                                         |                                                       |
| Лучшее исполнение комической роли | • Рави Басвани      | «Jaane Bhi Do Yaaro»                                                                                 | фотограф Судхир Мишра                                 |                                                       |
| Лучшее исполнение комической роли | • Сатиш Шах         | «Jaane Bhi Do Yaaro»                                                                                 | муниципальный деятель Д’Мелло                         |                                                       |
| Лучшее исполнение комической роли | • Шакти Капур       | «Tohfa»                                                                                              | Камлеш                                                |                                                       |
| Лучший сюжет                      |                     | • Гьян Дев Агнихотри                                                                                 | «Ghar Ek Mandir»                                      | «Ghar Ek Mandir»                                      |
| Лучший сюжет                      | • Джавед Ахтар      | «Факел»                                                                                              | «Факел»                                               |                                                       |
| Лучший сюжет                      | • Махеш Бхатт       | «Суть»                                                                                               | «Суть»                                                |                                                       |
| Лучший сюжет                      | • Шабд Кумар        | «Aaj Ki Awaaz»                                                                                       | «Aaj Ki Awaaz»                                        |                                                       |
| Лучший сюжет                      | • Судхир Мишра      | «Слушается дело Мохана Джоши»                                                                        | «Слушается дело Мохана Джоши»                         |                                                       |

### Музыкальные премии
| Категории                       | Фото лауреатов         | Лауреаты и номинанты | Фильмы                 | Песни             |
| ------------------------------- | ---------------------- | -------------------- | ---------------------- | ----------------- |
| Лучшая музыка к песне           |                        | • Ану Малик          | «Легенда о любви»      | «Легенда о любви» |
| Лучшая музыка к песне           | • Баппи Лахири         | «Материнская клятва» | «Материнская клятва»   |                   |
| Лучшая музыка к песне           | • Баппи Лахири         | «Пьяница»            | «Пьяница»              |                   |
| Лучшая музыка к песне           | • Баппи Лахири         | «Tohfa»              | «Tohfa»                |                   |
| Лучшая музыка к песне           | • Р. Д. Бурман         | «Jawaani»            | «Jawaani»              |                   |
| Лучшие слова к песне            |                        | • Ананд Бакши        | «Легенда о любви»      | «Sohni Chinab Di» |
| Лучшие слова к песне            | • Анжан                | «Пьяница»            | «Manzilein Apni Jagah» |                   |
| Лучшие слова к песне            | • Анжан & Пракаш Мехра | «Пьяница»            | «Inteha Ho Gayi»       |                   |
| Лучшие слова к песне            | • Хасан Камал          | «Aaj Ki Awaaz»       | «Aaj Ki Awaaz»         |                   |
| Лучшие слова к песне            | • Индивар              | «Tohfa»              | «Pyar Ka Tohfa Tera»   |                   |
| Лучший мужской закадровый вокал |                        | • Кишор Кумар        | «Пьяница»              | «De De Pyar De»   |
| Лучший мужской закадровый вокал | • Кишор Кумар          | «Пьяница»            | «Inteha Ho Gayi»       |                   |
| Лучший мужской закадровый вокал | • Кишор Кумар          | «Пьяница»            | «Log Kehte Hai»        |                   |
| Лучший мужской закадровый вокал | • Кишор Кумар          | «Пьяница»            | «Manzilein Apni Jaga»  |                   |
| Лучший мужской закадровый вокал | • Шаббир Кумар         | «Легенда о любви»    |                        |                   |
| Лучший женский закадровый вокал |                        | • Анупама Дешпанде   | «Легенда о любви»      | «Sohni Chinab Di» |
| Лучший женский закадровый вокал | • Салма Агха           | «Материнская клятва» | «Jhoom Jhoom Baba»     |                   |

### Премии критиков
| Категории                   | Фильмы-лауреаты                      |
| --------------------------- | ------------------------------------ |
| Лучший художественный фильм | • «Damul» (реж. и прод. Пракаш Джха) |
| Лучший документальный фильм | • «Charakku» (реж. Ом Пракаш Шарма)  |

### Технические премии
| Категории                            | Лауреаты           | Фильмы            |
| ------------------------------------ | ------------------ | ----------------- |
| Лучший диалог                        | • Сай Паранджпе    | «Прикосновение»   |
| Лучший сценарий                      | • Мринал Сен       | «Развалины»       |
| Лучший монтаж                        | • М. С. Шинде      | «Легенда о любви» |
| Лучшая операторская работа           | • П. Л. Радж       | «Jaag Utha Insan» |
| Лучшая работа художника-постановщика | • Мадхукар Шинде   | «Суть»            |
| Лучший звук                          | • Брахмаманд Шарма | «Легенда о любви» |

## Наибольшее количество номинаций и побед
- «Пьяница» — 11 (2)
- «Суть» — 7 (3)
- «Aaj Ki Awaaz» — 7 (1)
- «Легенда о любви» — 6 (3)
- «Прикосновение» — 5 (3)